# Yunyan Tansheng
Yunyan Tansheng (780-841) (Chinois 雲巖曇晟 ; pinyin : Yúnyán Tánshèng, japonais : Ungan Donjō ; coréen : Unam Tamsŭng ; vietnamien : Vân Nham Đàm Thạnh) était un moine et maître bouddhiste Chán sous la dynastie Tang.  

## Biographie
Les biographies anciennes indiquent qu'il était originaire de Jianchang, au nord-est de la Chine, près de la frontière coréenne. On dit qu'il devint moine à seize ans au temple Shimen, avec Baizhang Huaihai (en) pour maître. Il passa vingt ans auprès de lui, sans atteindre l'éveil. À la mort de Baizhang (814), il se rendit auprès de nombreux maîtres avant de rejoindre Yaoshan Weiyan (en)qui devint son nouveau maître.  
La première partie de son nom vient du Mont Yunyan, dans les environs de la ville actuelle de Changsha (province du Hunan) où il enseigna, une fois qu'il eut terminé son apprentissage auprès de Yaoshan. Les dialogues qui nous sont restés le montrent souvent en discussion avec son condisciple, Daowu Yuanzhi. En décembre 841, il ordonna à ses étudiants de se préparer pour tel jour à un banquet, car un moine s'apprêtait à quitter le monastère. Et la veille de ce jour, il décéda, emporté par la maladie... Il fut incinéré, et ses cendres donnèrent plus d'un millier de reliques qui furent placés dans un stupa commémoratif. 

## Paternité de l'Hôkyô Zanmai
Dans une compilation de biographies réalisée en 1119, Chanlin sengbao zhuan (« Chronique du trésor du Saṅgha dans les bosquets du Chán »), Juefan Huihong (1071-1128) attribue à Yunyan la paternité du célèbre Chant du Samādhi du miroir précieux (chinois: « Bǎojìng sānmèi gē »; japonais : « Hōkyō Zanmai »). Il s'agit par ailleurs de la première mention de ce poème dans les archives historiques.  
Toutefois, Huihong rapporte que le poème a été remis à Dongshan Liangjie par son maître Yunyan, et il ajoute que Yunyan l'avait probablement lui-même reçu de son propre maître, Yaoshan Weiyan. Huihong rapporte en outre être tombé sur le poème en 1108, quand il fut donné à un érudit du nom de Zhu Yan par un moine qu'il n'a pas identifié.   
Le chercheur Morten Schlütter note que l'origine du poème est douteuse, compte tenu de la façon dont il est arrivé à Huihong. De plus, le style diffère considérablement des œuvres de l'époque que Huihong lui attribue. La plupart des sources historiques plus récentes, comme le Zengaku daijiten, le Bussho kaisetsu daijiten et le Shinsan zenseki mokuroku, attribuent le poème à Dongshan Liangjie plutôt qu'à Yunyan, bien que sans doute aucun des deux en soit le véritable auteur.

## Yunyan dans les kōans

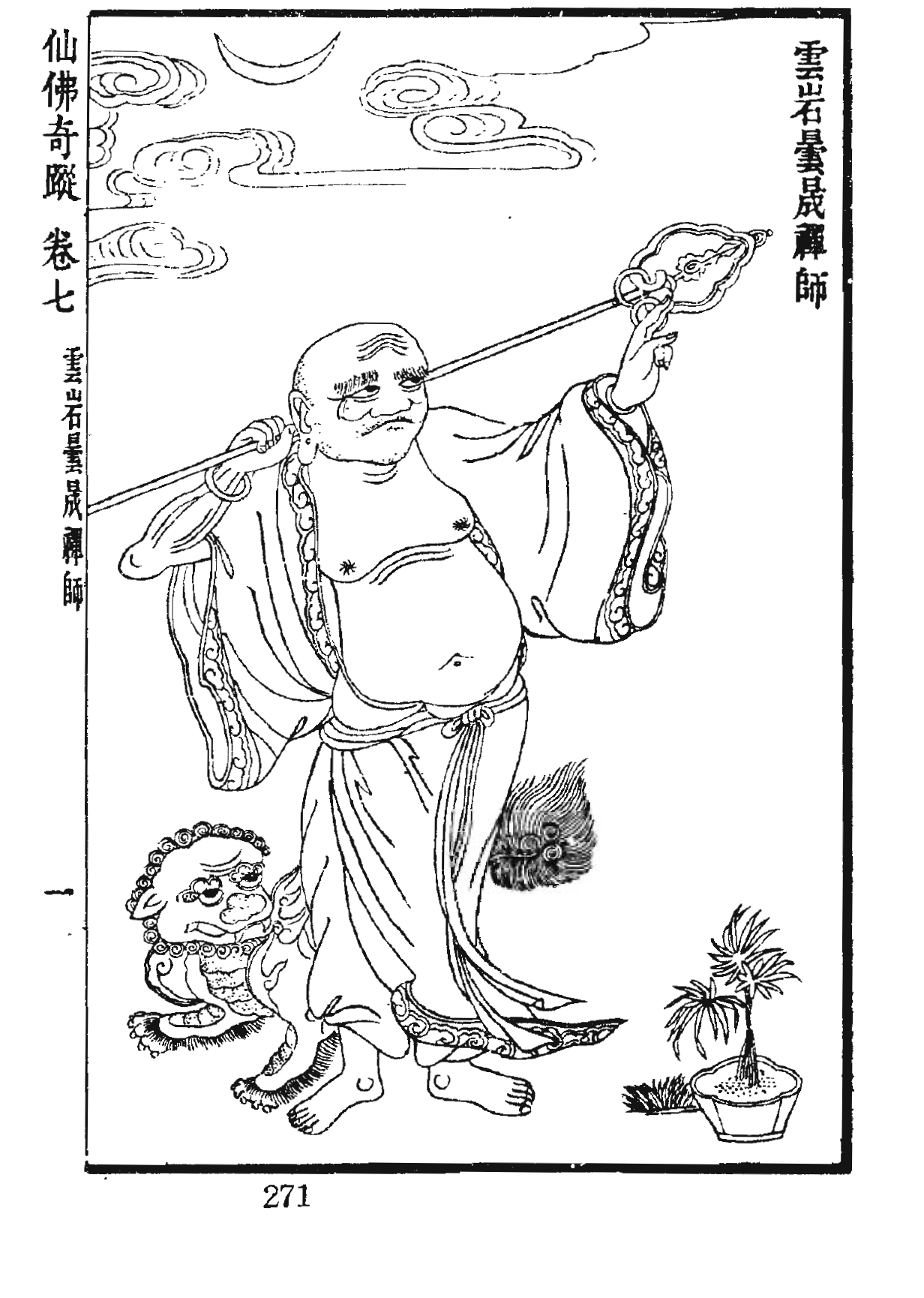
Yunyan Tansheng

On trouve un dialogue entre Yunyan et son condisciple Daowu Yuanzhi dans le kōan intitulé « Les mains et les yeux de la Grande Compassion » qui figure dans plusieurs recueils: dans le Livre de l'équanimité (cas 54), dans le Recueil de la Falaise verte (cas 89), dans le Shinji Shōbōgenzō (« Shôbôgenzô en chinois ») de Dōgen (cas 105), et le chapitre «Kannon» du Shōbōgenzō du même Dôgen. Tous rapportent tous la même anecdote dans laquelle Yunyan et Daowu s'interrogent sur l'utilité des innombrables mains et yeux du bodhisattva Avalokiteśvara,.